# Diocese das Ilhas Feroé
A Diocese das Ilhas Feroe (ou Ilhas Faroé) (em latim: Diœcesis Fareyensis) foi uma diocese católica, atualmente extinta, que incluía todo o arquipélago. A sé era Kirkjubøur, onde se situa a Catedral de São Magno, atualmente em ruínas.

## História
Em 999, o rei de Noruega Olavo I enviou o chefe viquingue Sigmundur Brestisson, acompanhado de alguns sacerdotes, ao arquipélago para batizar as pessoas e instruí-las na fé cristã. A missão de evangelização das ilhas continuou no século seguinte, graças ao apoio de alguns bispos missionários. Um deles, Bernardo, em 1066, foi transferido à Noruega, e fundou a Diocese de Bergen.
No fim do século XI foi erigida a Diocese das Ilhas Feroé. Inicialmente era uma diocese sufragânea da Arquidiocese de Bremen. Em 1104, tornou-se parte da província eclesiástica da Arquidiocese de Lunda, e em 1153, passou a ser fazer parte da Arquidiocese de Nidaros. O último bispo católico das ilhas foi Ámundur Ólavsson, que foi morto em 1538. Com a chegada da Reforma Protestante, os habitantes das ilhas aderiram ao luteranismo.

## Bispos
- Gudmundo † (cerca de 1086 - cerca de 1116)
- Ormo †
- Matias † (cerca de 1116 - 1157 ou 1158)
- Roe † (1162 - ?)
- Svend † (? - 1212)
- Suérquero † (1216 - 1237)
- Bergsven † (cerca de 1237 - 1243)
- Nicolau †
- Pedro † (1246 - 19 de agosto de 1257 — a partir de quando passou a pertencer à Diocese de Bergen)
- Gaute † (1267 - 1268)
- Erlendur † (1269 - 13 de junho 1308)
- Lodin † (1309 - 1316)
- Signar † (1320 - cerca de 1342)
- Håvard † (cerca de 1342 - 1348)
- Arne † (cerca de 1348)
- Arne Svæla † (18 de dezembro de 1359 - ?)
- Ricardo †
- William Northbrigg, OP †
- Vigbold, OFM † (23 de janeiro de 1391 - ?)
- Jon den Dominikánské, O.P. † (9 de dezembro de 1407 - ?)
- Severino, O.F.M. † (04 de maio de 1431 - ?)
- Jon høvdingen, O.F.M. † (31 de janeiro de 1435 - ?)
- Hemming † (1442 - 1453)
- Jon † (1 de junho de 1453 - ?)
- Sede vacante
- Ámundur Ólavsson † (janeiro de 1533 - 1538)